# 卡洛·鲁齐尼
卡洛·魯齊尼（義大利語：Carlo Ruzzini，1653年11月11日—1735年1月5日）是威尼斯共和國的一位外交官、政治家和總督。

## 生平
魯齊尼出生於威尼斯，出身贵族，是馬可·魯齊尼和卡特琳娜·芝諾的長子。
到了17世紀末，威尼斯共和國在與土耳其帝國的持續外交和軍事鬥爭中節節敗退，因此非常需要像卡洛·魯齊尼這樣既受過教育又擁有必要的個人財富的外交官。
卡洛·魯齊尼26歲時開始了他的公共服務生涯，負責管理威尼斯兵工廠和造船廠，後來成為一名外交官，並於1691年被派往馬德里担任大使。后作為駐維也納大使，他於1698年7月組織對俄羅斯沙皇彼得大帝的訪問。後來魯齊尼代表威尼斯參加了卡洛維茨談判（1698-1699），設法為他的國家獲得了一些優勢。他的優柔寡斷和害怕做出錯誤的決定——部分原因是他的簡報和需要不斷諮詢威尼斯議會——引起了其他參與者的極大惱怒，因而他們設法將威尼斯和他排除在更重要的決定之外。然而這一事件並沒有阻礙他的職業生涯，後來他被任命為駐海牙（1706年）、土耳其宮廷（1707年）和維也納的大使就證明了這一點。他在其他重要的國際談判中擔任威尼斯特命大使，例如1712年在烏得勒支舉行的談判。然而，威尼斯的衰落及其權力現在主要限於意大利境內這一事實意味著他的作用是次要的。
威尼斯和土耳其之間的第七次戰爭結束時，魯齊尼代表共和國參加了1718年7月在帕薩羅維茨舉行的和平談判。威尼斯戰略地位的固有弱點意味著威尼斯在這場戰爭中收穫甚少，談判結果不佳。
《帕薩羅維茨條約》簽訂後，魯齊尼第二次被派往君士坦丁堡，繼續他的外交生涯，後來因健康原因被迫回國。然而他豐富的經驗意味著他繼續在共和國的政治生活中發揮重要作用。
1722年，他成為總督候選人，但被阿爾韋塞三世·莫塞尼格擊敗。十年後，即1732年6月6日，莫塞尼戈去世後，魯齊尼以41票中的40票輕鬆當選威尼斯總督。他在3年後病逝於總督任上，享年82歲。